# Goffredo
Goffredo  è un nome proprio di persona italiano maschile.

## Varianti
- Maschili: Gottifredo
  - Ipocoristici: Fredo[1]
- Femminili: Goffreda

### Varianti in altre lingue
- Basso-tedesco: Gootje
- Finlandese: Gottfrid
- Francese: Godefroi[2], Godefroy
- Francese antico: Godefrei[2]
- Germanico: Godafrid[1][2]
- Inglese: Godfrey[1][2]
- Irlandese: Gofraidh[1]
- Islandese: Guðfríður
- Latino: Godefritus, Godefridus
- Norreno: Guðfriðr[1]
- Norvegese: Godtfred[1]
  - Ipocoristici: Gjurd[1]
- Olandese: Godfried[1]
- Polacco: Godfryd, Gotfryd
- Portoghese: Godofredo[1]
- Scozzese: Goraidh[1]
- Spagnolo: Godofredo[1]
- Svedese: Gottfrid[1]
  - Ipocoristici: Gjord[1]
- Tedesco: Gottfried[1]
- Ungherese: Gotfrid

## Origine e diffusione

La forma irlandese del nome, Gofraidh, scritta in caratteri gaelici

Deriva dal nome germanico Godafrid, che, composto dai termini Got (o God, Got, "Dio") e fridu (o frid, fried, "pace"), può essere interpretato come "pace di Dio" o "in pace con Dio".
Attestato già dal VII secolo nelle forme latinizzate Godefritus e Godefridus, il nome si diffuse in Italia attraverso molteplici varianti di tradizione longobarda, confuse però con nomi quali Giuffrido, di origine differente. In Inghilterra tale nome era comune durante il Medioevo, dopo che vi fu importato dai Normanni.

## Onomastico
L'onomastico viene festeggiato solitamente l'8 novembre in ricordo di san Goffredo, vescovo di Amiens. Si ricordano con questo nome anche, alle date seguenti:
- 13 gennaio, san Goffredo di Cappenberg, monaco del monastero di Ilbenstadt[3]
- 9 luglio, santi Goffredo van Duynen e Goffredo da Melveren, due dei Martiri di Gorcum[4]
- 3 agosto, beato Goffredo di Loudun, vescovo di Le Mans[5]

## Persone
- Goffredo I d'Angiò, conte d'Angiò

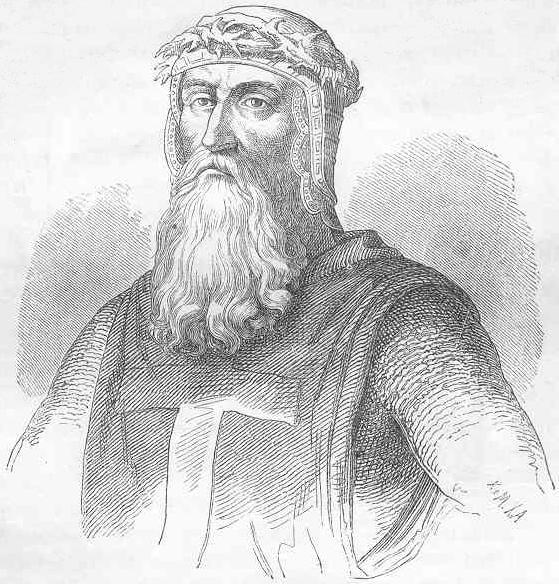
Goffredo di Buglione

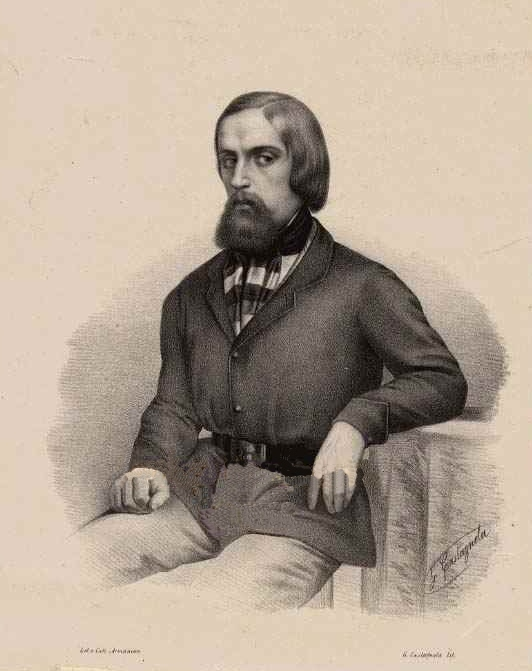
Goffredo Mameli

- Goffredo II d'Angiò, Conte di Vendôme, poi conte di Angiò e infine conte di Tours
- Goffredo V d'Angiò, Conte di Angiò e del Maine e poi Duca di Normandia
- Goffredo di Buglione, conte fiammingo
- Goffredo I di Lovanio, Langravio di Brabante, Conte di Bruxelles e di Lovanioe Duca della Bassa Lorena
- Goffredo di Monmouth, storico e scrittore britannico
- Goffredo di Villehardouin, cronista francese
- Goffredo il Villoso, conte d'Urgell, della Cerdagna e di Conflent, poi conte di Barcellona, di Girona e d'Oson
- Goffredo Borgia, figlio di Rodrigo Borgia
- Goffredo de Banfield, aviatore austro-ungarico naturalizzato italiano
- Goffredo Malaterra, monaco normanno
- Goffredo Mameli, poeta, patriota e scrittore italiano
- Goffredo IV Martello, conte d'Angiò
- Goffredo Parise, scrittore, giornalista, sceneggiatore, saggista e poeta italiano
- Goffredo Petrassi, compositore e didatta italiano
- Goffredo Stabellini, calciatore italiano

### Variante Gottifredo
- Gottifredo degli Alberti, vescovo cattolico italiano
- Gottifredo di Raynaldo, cardinale e podestà italiano
- Gottifredo I (o Goffredo di Canossa), vescovo italiano
- Gottifredo II, vescovo cattolico italiano
- Gottifredo di Lucca, vescovo cattolico italiano

### Variante Godfrey
- Godfrey Brown, atleta britannico

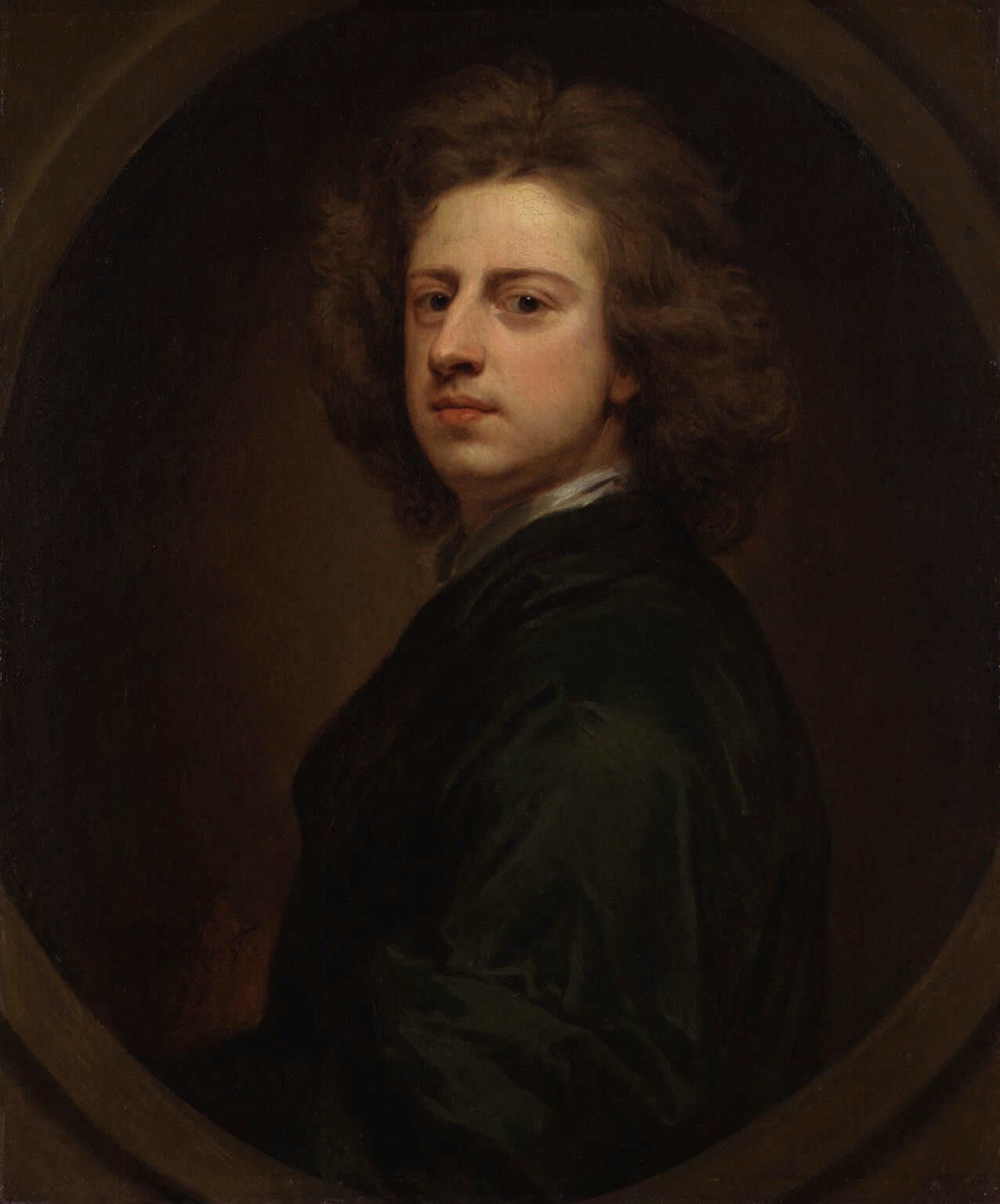
Godfrey Kneller

- Godfrey Chitalu, calciatore e allenatore di calcio zambiano
- Godfrey de Luci, vescovo cattolico normanno
- Godfrey Gao, modello e attore taiwanese naturalizzato canadese
- Godfrey Harold Hardy, matematico britannico
- Godfrey Hounsfield, ingegnere britannico
- Godfrey Kneller, artista e pittore tedesco
- Godfrey Lowell Cabot, imprenditore e filantropo statunitense
- Godfrey Khotso Mokoena, atleta sudafricano
- Godfrey Oboabona, calciatore nigeriano
- Godfrey Reggio, regista, sceneggiatore e produttore cinematografico statunitense

### Variante Godefroy

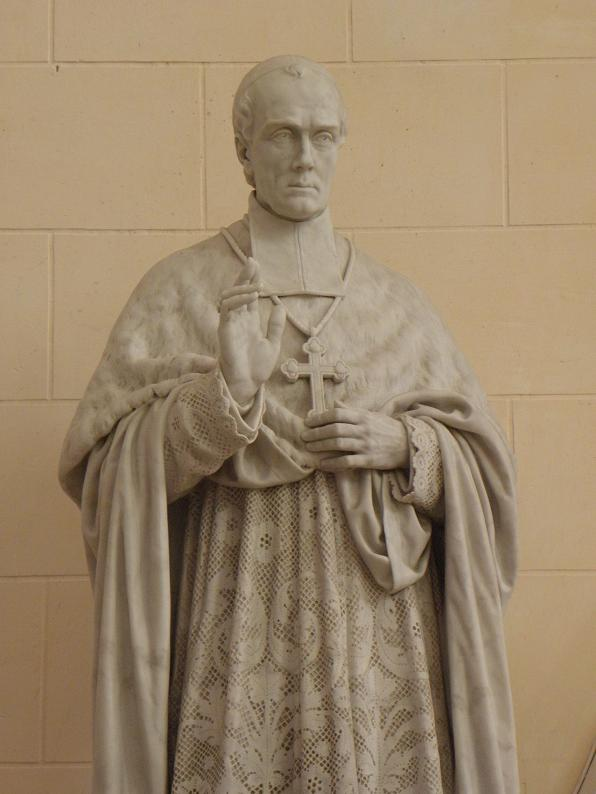
Godefroy Brossais-Saint-Marc

- Godefroy Brossais-Saint-Marc, cardinale e arcivescovo cattolico francese
- Godefroy de Blonay, dirigente sportivo svizzero
- Godefroy de La Tour d'Auvergne, nobile francese
- Godefroy Engelmann, litografo francese
- Godefroy Wendelin, astronomo fiammingo

### Variante Godfried

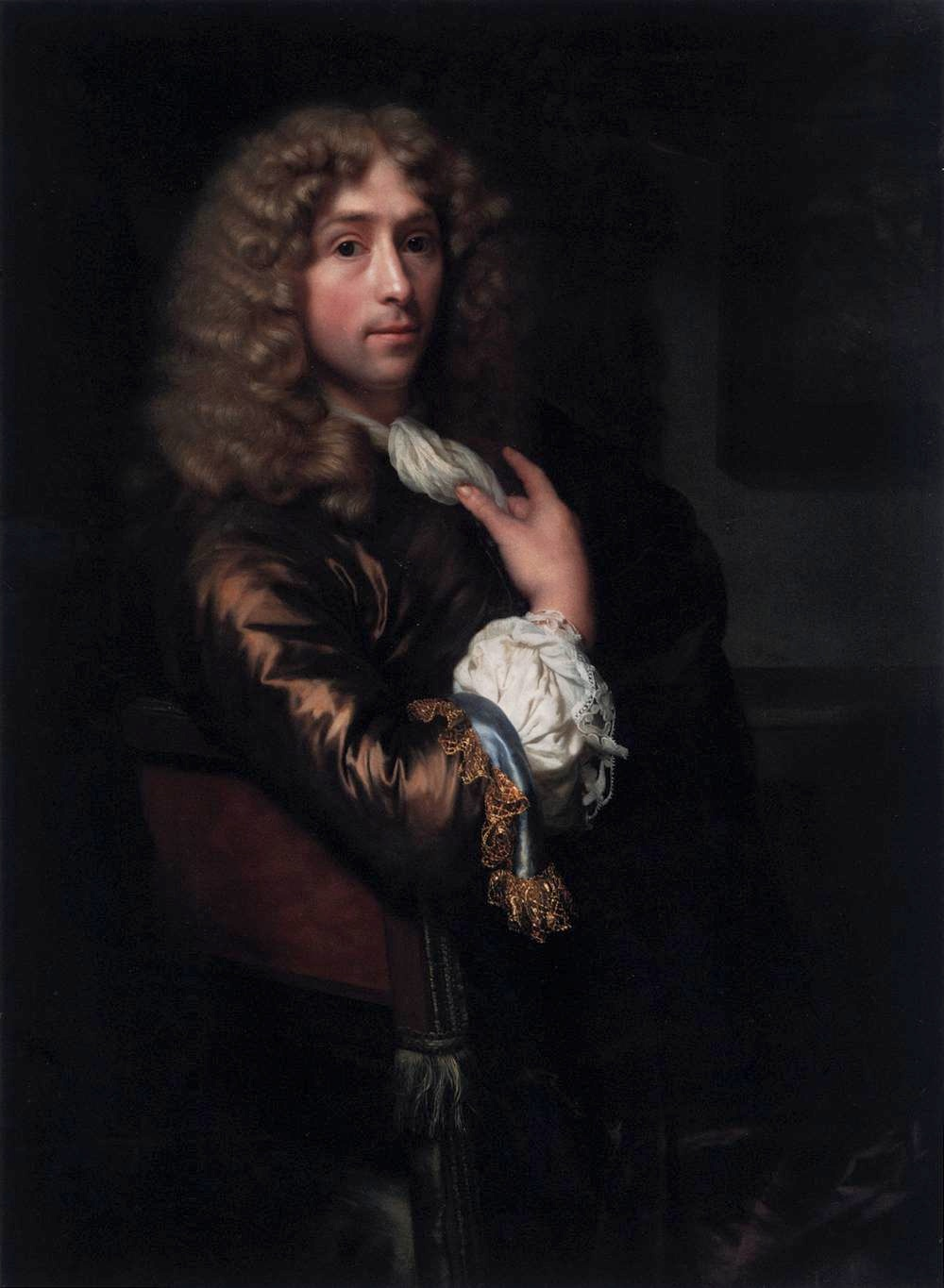
Godfried Schalcken

- Godfried Danneels, cardinale e arcivescovo cattolico belga
- Godfried Donkor, artista ghanese
- Godfried Schalcken, pittore olandese
- Godfried Toussaint, informatico canadese
- Godfried van Mierlo, vescovo cattolico olandese

### Variante Gottfried

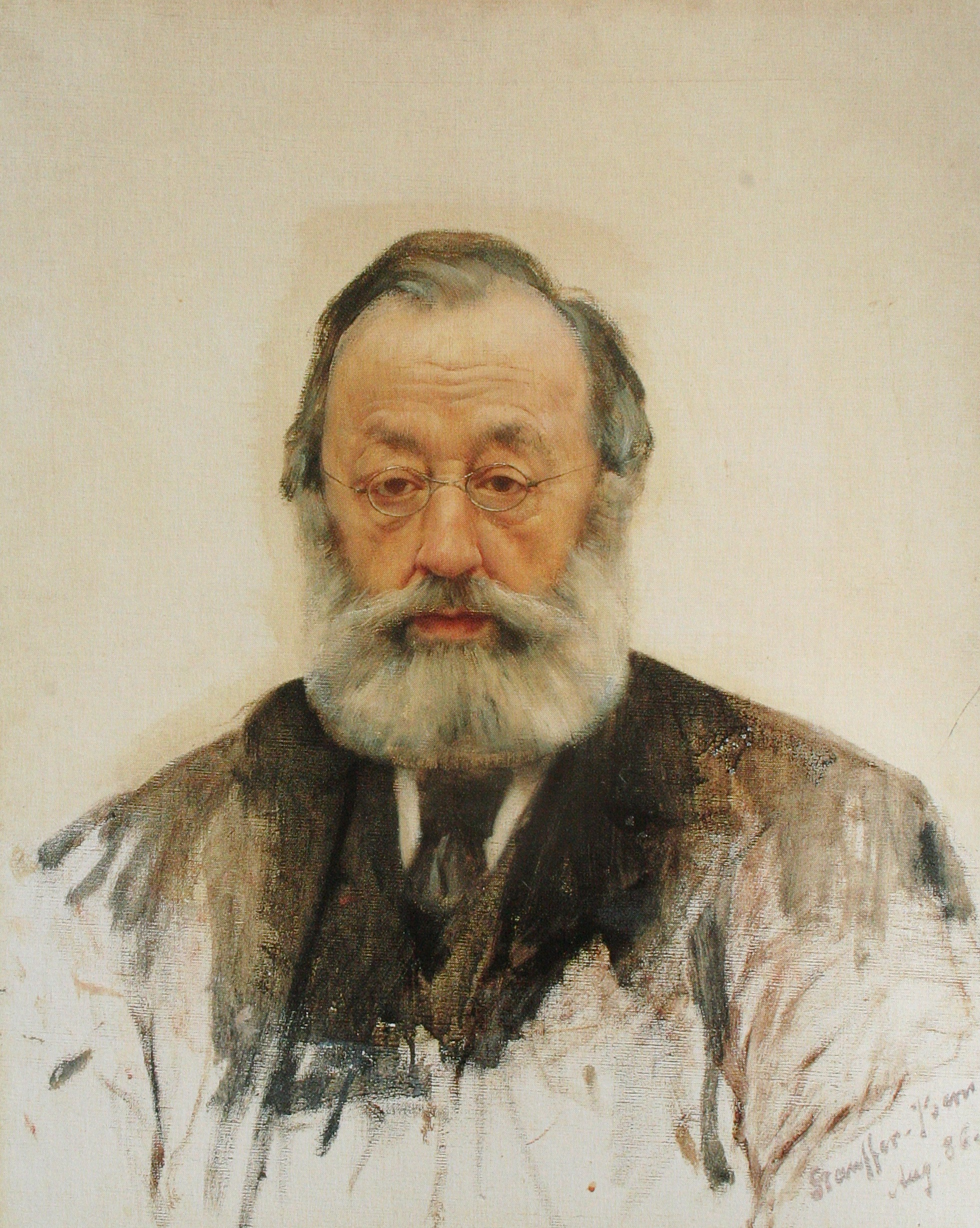
Gottfried Keller

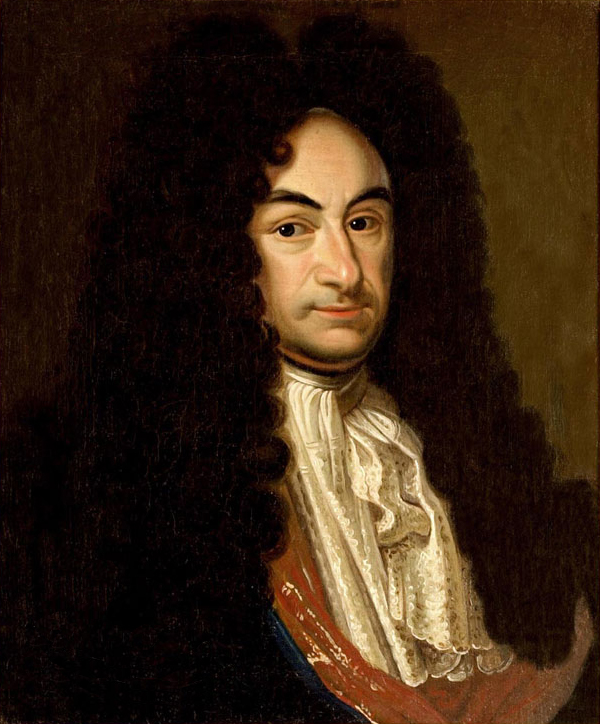
Gottfried Wilhelm von Leibniz

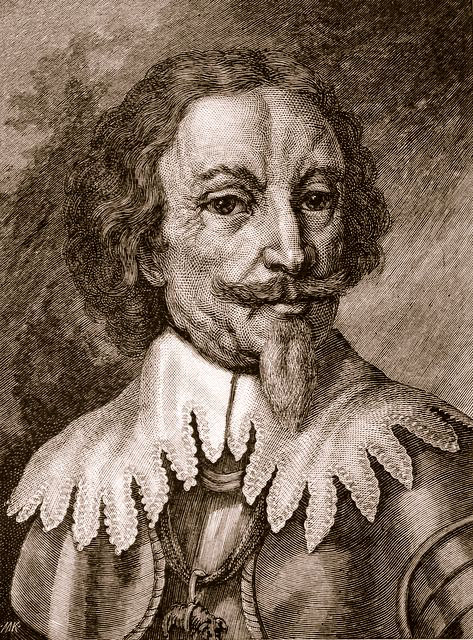
Gottfried von Pappenheim

- Gottfried Achenwall, giurista, storico e filosofo tedesco
- Gottfried Arnold, teologo e storico tedesco
- Gottfried Benn, poeta, scrittore e saggista tedesco
- Gottfried Böhm, architetto tedesco
- Gottfried August Bürger, scrittore tedesco
- Gottfried Diener, bobbista svizzero
- Gottfried Dienst, arbitro di calcio svizzero
- Gottfried Feder, economista e politico tedesco
- Gottfried Finger, compositore ceco
- Gottfried Fuchs, calciatore tedesco
- Gottfried Gruben, archeologo tedesco
- Gottfried Haberler, economista austriaco
- Gottfried Helnwein, pittore, fotografo, scenografo e performance artist austriaco
- Gottfried Hofer, pittore austriaco
- Gottfried John, attore tedesco
- Gottfried Keller, scrittore e poeta svizzero
- Gottfried Kinkel, poeta, storico, rivoluzionario, professore universitario e giornalista tedesco
- Gottfried Kirch, astronomo tedesco
- Gottfried Kottmann, bobbista svizzero
- Gottfried Merzbacher, alpinista e geografo tedesco
- Gottfried Münzenberg, fisico tedesco
- Gottfried Reiche, trombettista e compositore tedesco
- Gottfried Schmutz, ciclista su strada svizzero
- Gottfried Semper, architetto tedesco
- Gottfried Silbermann, organaro tedesco
- Gottfried Reinhold Treviranus, biologo tedesco
- Gottfried van Swieten, aristocratico olandese
- Gottfried Veit, musicista e compositore italiano
- Gottfried Vollmer, attore tedesco
- Gottfried von Bismarck-Schönhausen, politico tedesco
- Gottfried von Cramm, tennista tedesco
- Gottfried von Einem, musicista e compositore austriaco
- Gottfried von Hohenlohe, Gran Maestro dell'Ordine Teutonico
- Gottfried von Hohenlohe-Schillingsfürst, politico austriaco
- Gottfried Wilhelm von Leibniz, matematico, filosofo, scienziato, logico, glottoteta, diplomatico, giurista, storico, magistrato e bibliotecario tedesco
- Gottfried von Neifen, Minnesänger tedesco
- Gottfried von Pappenheim, militare tedesco
- Gottfried von Straßburg, poeta tedesco
- Gottfried Weilenmann, ciclista su strada svizzero

### Altre varianti
- Godefroi Cavaignac, politico francese
- Godtfred Holmvang, atleta norvegese
- Godefroid Kurth, storico belga
- Gottfrid Svartholm, informatico svedese

## Il nome nelle arti
- Godfrey è un personaggio del film del 2010 Robin Hood, diretto da Ridley Scott.
- Godfrey è un personaggio del romanzo di Charlaine Harris Morti viventi a Dallas.
- Glorioso Godfrey è un personaggio dei fumetti DC Comics.
- Godfrey Morgan è un personaggio del romanzo di Jules Verne La scuola dei Robinson.
- L'impareggiabile Godfrey è il titolo di due film: uno del 1936 diretto da Gregory La Cava e l'altro del 1957 diretto da Henry Koster.
- Godfrey, il primo Lord Ancestrale, è uno dei boss principali del videogioco Elden Ring.